# 外科醫生愛麗絲
《外科醫生愛麗絲》是由yuin創作的韓國網路小說。並於2015年12月至2016年4月在Kakao的KakaoPage上連載。漫畫由mini繪製的網路漫畫改編自2017年9月至2021年2月在KakaoPage上連載。由Maho Film製作的電視動畫於2024年1月至3月的AT-X首播。
在2024「BookLive!讀者票選」的「讀者票選推薦最佳100部異世界漫畫」的排行榜中，位居少女漫畫·女性漫畫的第3名。日本電子書籍平台「Comic Seymour」公布2024年度人氣排行榜評論文章中，本作改編漫畫排名少女・女性向奇幻作品的第10名。

## 故事簡介
惡女皇后愛麗絲，第一次的人生，因為自己的造業而被處決。第二次人生轉生到地球，當一個擁有優異外科手術的醫生高本葵，卻不幸遇到飛機失事而喪生。第三次的轉生，又再度回到第一次的人生，只是時間軸提早了10年。這也使得愛麗絲下定決心運用在第二次人生裡所學習到各種醫學知識，來面對第三次的人生中的各種難題。　

## 登場人物
聲優以廣播劇CD／電視動畫次序排列，僅列一人者均為電視動畫的聲優。

### 主要角色
愛麗絲·德·克洛倫斯（聲：石川由依）
侯爵家三女，嫁給帝國皇子後，成為「惡女皇后」愛麗絲。生前做了許多壞事，帶給人們不幸的她，在第一次的人生中被丈夫「林克」處決。隨即轉生到地球，成為外科醫生「宋智賢」／「高本葵」，擁有優異的外科手術技術，之後因飛機失事而死亡。醒來後卻發現自己再一次轉生，回到愛麗絲第一次的人生，而且是被處決前10年的愛麗絲。
林克·德·羅曼諾夫（聲：阿座上洋平）
帝國第二皇子，由於二年前第一皇子因戰爭身亡的緣故，使得他變成擁有繼承權的帝國皇太子，跟主角愛麗絲訂有婚約。
艾爾·德·克洛倫斯（聲：上田燿司）
侯爵家當主。育有二子一女，主角愛麗絲的父親。在崔斯坦家族的謀反事件中，因包庇皇后愛麗絲而被殺。
萊恩·德·克洛倫斯（聲：小野大輔）
侯爵家長子。在崔斯坦家族的謀反事件中，因包庇皇后愛麗絲而被殺。
格瑞斯·德·克洛倫斯（聲：下野紘）
侯爵家次子。死於克林半島的遠征。
埃米莉·德·克洛倫斯（聲：須川晶紀）
艾爾侯爵的繼室，愛麗絲的後母，在克林半島遠征期時病死。
溫徹斯特·德·羅曼諾夫（聲：井上和彥）
帝國皇帝。在克林半島遠征時期，因為糖尿病痼疾而病死。
羅恩（聲：日野聰）

格雷厄姆·德·法倫（聲：細谷佳正）

尤里恩·德·查爾德（聲：潘惠美）

米哈伊爾·德·羅曼諾夫（聲：齊藤壯馬）

本特卿（聲：齋賀光希）
溫徹斯特·德·羅曼諾夫皇帝助手。為了讓愛麗絲成為皇后，提議將醫科考試難度提高，並發佈愛麗絲與王子的訂婚。

## 出版書籍

### 輕小說
yuin寫作的《外科醫生愛麗絲》於2015年12月30日至2016年4月27日在Kakao的KakaoPage服務上連載，已出版四卷。外傳於2016年5月4日至30日發行。第二部外傳於2017年9月19日至11月27日連載。

### 漫畫
mini改編原本網路小說，繪製成網路漫畫，該作品於2017年9月18日至2021年2月16日在KakaoPage連載，並由Pinetoon（韓語：파인툰）編輯，已出十卷。
該漫畫由Tappytoon和Lezhin Comics負責以英文數位版出版。
在日本，該網路漫畫已在Kakao的Piccoma服務上以數位方式發布，並由角川書店印刷出版。

## 電視動畫
2023年2月28日，宣布將獲改編為電視動畫，於2024年1月10日正式播放，由Maho Film製作，羽原久美子執導，赤尾德子監督劇本，渡邊優子設計角色，伊藤健作曲。

### 製作人員
- 原作：yuin（發行於《角川BOOKS》）
- 原作漫畫：mini（KidariStudio, Inc.）
- 導演：羽原久美子
- 劇本統籌：赤尾凸
- 人物設定：渡部裕子
- 美術監督：柴田聰
- 色彩設計：渡邊亞紀
- 攝影監督：野村雪菜
- 編輯：上野勇輔
- 音響監督：小沼則義
- 音響效果：安藤由衣
- 音樂：伊藤賢
- 動畫製作：Maho  Film

### 主題曲
片頭曲believer
作詞：Giz' Mo（from Jam9），作曲：ArmySlick, Giz' Mo（from Jam9），編曲：ArmySlick，主唱：愛麗絲（石川由依）
片尾曲Listen
作詞、作曲：Junxix.，編曲：村山☆潤，主唱：荒井麻珠

### 各話列表
| 話數 | 日文標題 | 中文標題   | 劇本       | 分鏡             | 演出       | 作畫監督                                                             | 總作畫監督                              | 首播日期       |
| ---- | -------- | ---------- | ---------- | ---------------- | ---------- | -------------------------------------------------------------------- | --------------------------------------- | -------------- |
| 1    |          | 贖罪       | 赤尾凸     | 羽原久美子       | 羽原久美子 | 柳濑雄之、出口花穗 大场优子、猪濑爱美 樱井木之实、关口雅浩、南伸一郎 | 出口花穗、大场优子、舛馆俊秀            | 2024年 1月10日 |
| 2    |          | 打賭       | 赤尾凸     | 羽原久美子       | 大薮恭平   | 柳瀨雄之、出口花穗、西田美彌子                                       | 出口花穂                                | 1月17日        |
| 3    |          | 聖女       | 靜原舞香   | 松本佳久         | 松本佳久   | 出口花穗、大場優子、豬瀨愛美 西田美彌子、南伸一郎                    | 出口花穗、大場優子 西田美彌子、舛館俊秀 | 1月24日        |
| 4    |          | 颯然       | 平林佐和子 | 杉島邦久         | 箕之口克己 | 粟井重紀、田之上慎 吳桐、studio Cj、朴乾河                           | 出口花穗                                | 1月31日        |
| 5    |          | 試煉       | 羽良俊馬   |                  | 日下直義   | 大場優子、猪瀨愛美、青木真理子 樱井木之实、关口雅浩、南伸一郎        | 出口花穗、大场优子、舛馆俊秀            | 2月7日         |
| 6    |          | 晝想夜夢   | 平林佐和子 | 森健             | 渡邊英俊   | 河村明夫、青野厚司、 王敏、劉冬冬、李偉峰、周曉華                    | 出口花穗                                | 2月14日        |
| 7    |          | 追憶       | 羽良俊馬   | 森健             | 大久保富彥 | 大久保富彦、大場優子、豬瀨愛美 关口雅浩、西田美弥子                  | 出口花穗、大場優子 豬瀨愛美、舛館俊秀   | 2月21日        |
| 8    |          | 昔日       | 靜原舞香   | 松本佳久         | 松本佳久   | 出口花穗、大場優子、豬瀨愛美 關口雅浩、南伸一郎                      | 出口花穗、大場優子、舛館俊秀            | 2月28日        |
| 9    |          | 暴風雨之後 | 赤尾凸     |                  | 日下直義   | 青木真理子、飯飼一幸、樱井木之实                                     | 出口花穗                                | 3月6日         |
| 10   |          | 玉響       | 平林佐和子 | 森健             | 大藪恭平   | 出口花穗、大場優子、青木真理子 市之川聰、櫻井木之實、南伸一郎        | 出口花穗、大場優子 豬瀨愛美、舛館俊秀   | 3月13日        |
| 11   |          | 心願       | 赤尾凸     | 羽原久美子、森健 | 箕之口克己 | 粟井重紀、田之上慎 吳桐、studio Cj、朴乾河                           | 出口花穗                                | 3月20日        |
| 12   |          | 道         | 赤尾凸     | 羽原久美子       | 日下直義   | 大久保富彥、飯飼一幸 櫻井木之實、關口雅浩、南伸一郎                  | 出口花穗、大場優子 豬瀨愛美、舛館俊秀   | 3月27日        |

### BD / DVD
| 卷數 | 發售日期      | 收錄話數        | 規格編號  | 規格編號   |
| 卷數 | 發售日期      | 收錄話數        | BD        | DVD        |
| ---- | ------------- | --------------- | --------- | ---------- |
| 1    | 2024年3月27日 | 第1話 - 第3話   | KAXA-8801 | KABA-11531 |
| 2    | 2024年4月24日 | 第4話 - 第6話   | KAXA-8802 | KABA-11532 |
| 3    | 2024年5月29日 | 第7話 - 第9話   | KAXA-8803 | KABA-11533 |
| 4    | 2024年6月26日 | 第10話 - 第12話 | KAXA-8804 | KABA-11534 |

### 播映平台
| 播映地區 | 播映平台             | 播映日期               | 播映時間              | 備註 |
| -------- | -------------------- | ---------------------- | --------------------- | ---- |
| 台灣     | 巴哈姆特動畫瘋       | 2024年1月10日－3月27日 | 星期三 21:30（UTC+8） |      |
| 台灣     | KKTV                 | 2024年1月10日－3月27日 | 星期三 21:30（UTC+8） |      |
| 台灣     | friDay影音           | 2024年1月10日－3月27日 | 星期三 21:30（UTC+8） |      |
| 台灣     | Hami Video           | 2024年1月10日－3月27日 | 星期三 21:30（UTC+8） |      |
| 台灣     | 中華電信MOD          | 2024年1月10日－3月27日 | 星期三 21:30（UTC+8） |      |
| 香港     | Aniplus Asia (nowTV) | 2024年1月10日－3月27日 | 星期三 21:30（UTC+8） |      |

## 外部連結
- 小說官方網站 at KakaoPage （韓語）
- 動畫官方網站 at KakaoPage （韓語）
- 日語官方動畫網站 （日語）